# Vasconcellea quercifolia
Vasconcellea quercifolia är en tvåhjärtbladig växtart som beskrevs av A. St.-hil. Vasconcellea quercifolia ingår i släktet Vasconcellea och familjen Caricaceae. Inga underarter finns listade i Catalogue of Life.

## Bildgalleri

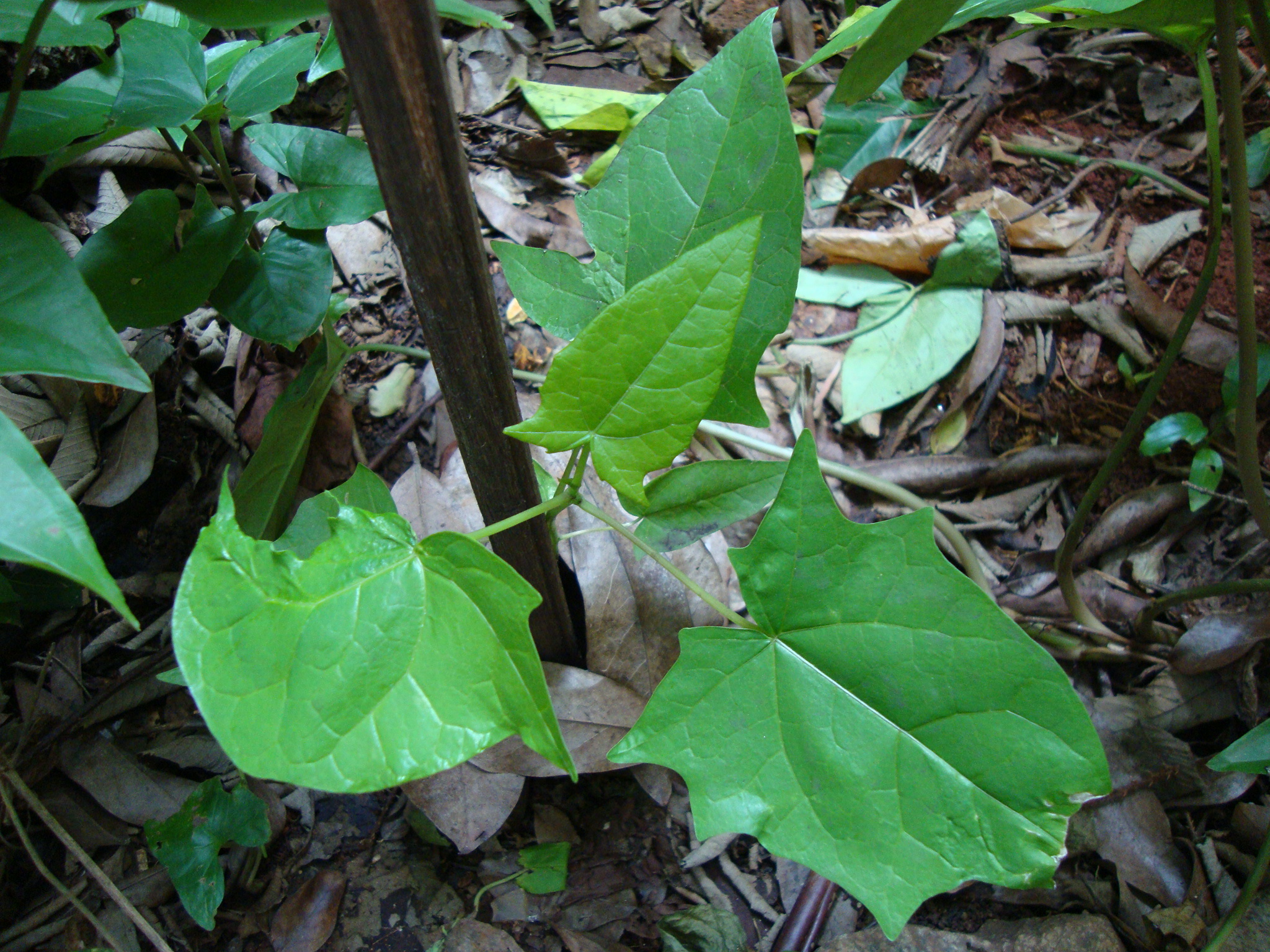